# Villa Carl (Feldafing)

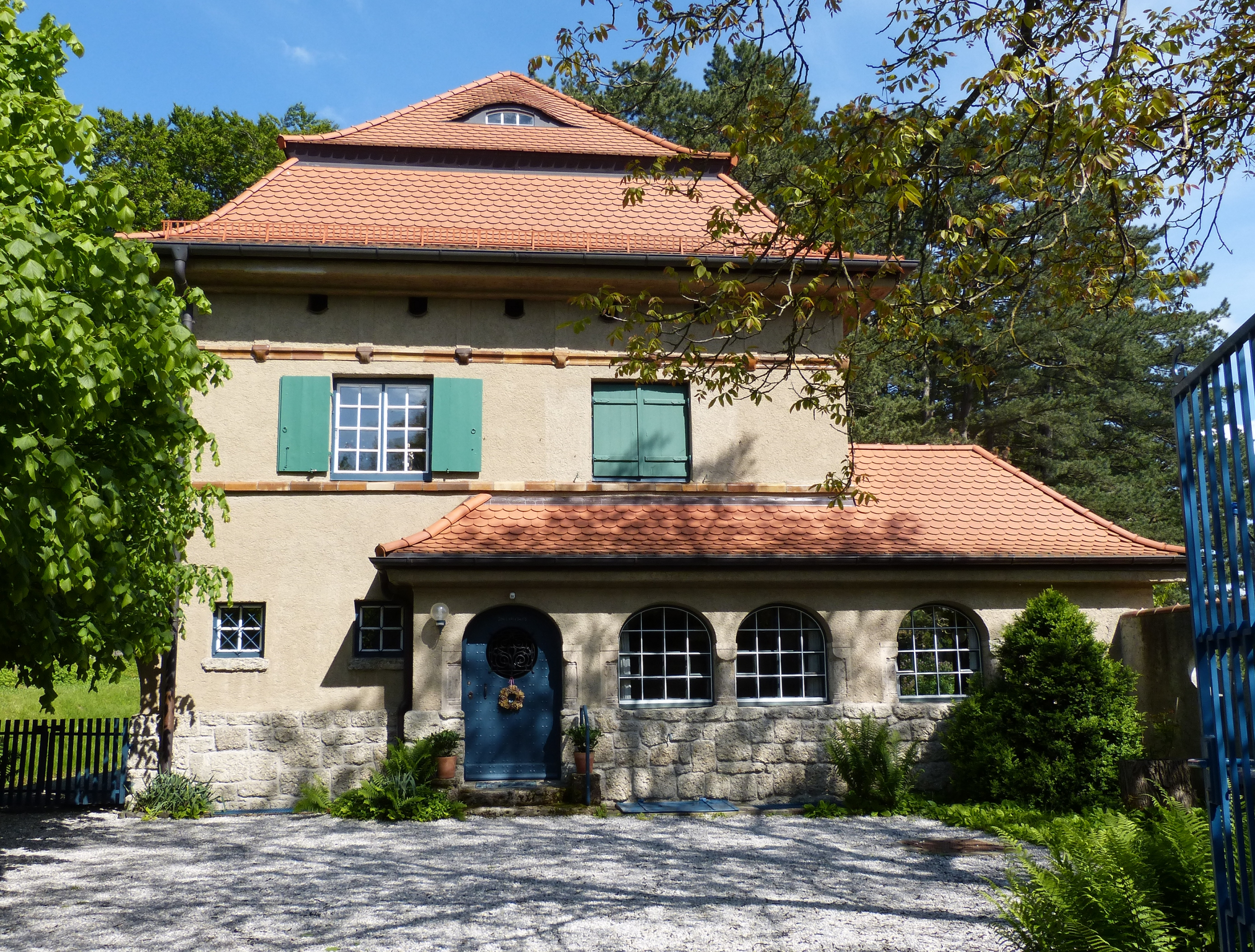
Villa Carl in Feldafing

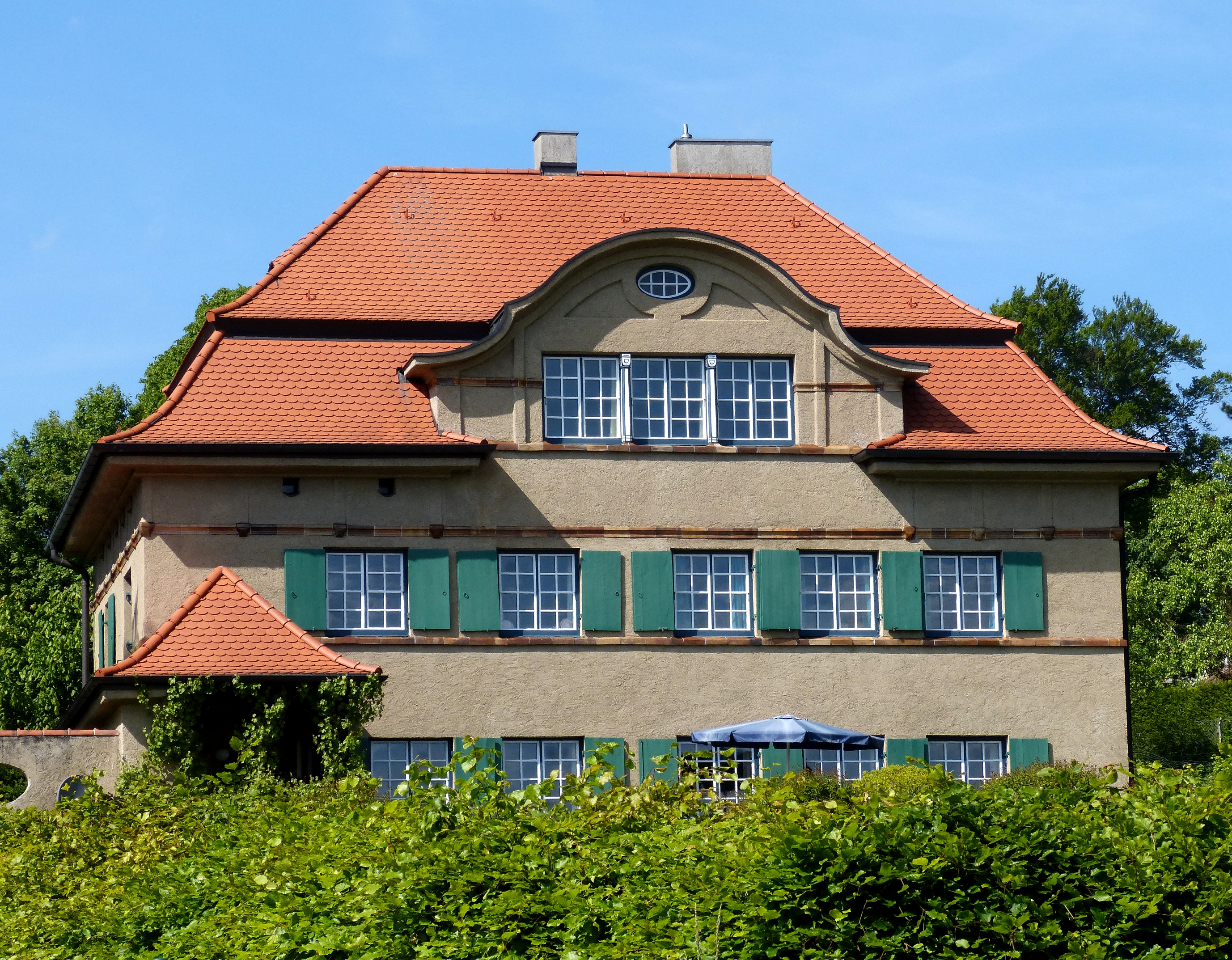
Parkseite

Die Villa Carl in Feldafing, einer Gemeinde im oberbayerischen Landkreis Starnberg, wurde von 1910 bis 1912 errichtet. Die Villa an der Höhenbergstraße 35 ist ein geschütztes Baudenkmal.
Der zweigeschossige Mansarddachbau im geometrisierenden Jugendstil wurde nach Plänen des Architekten Richard Riemerschmid für den Verleger Hans Carl erbaut. Das Haus mit Schweifgiebel-Zwerchhaus und Klinkerziegel-Gliederungen besitzt die vollständig erhaltene originale Innenausstattung.
Die Parkanlage ist ein ehemaliger Teil des Feldafinger Lenné-Parks aus den 1860er Jahren, die zum Teil nach 1910 umgestaltet wurde. Der Nutzgarten wurde ebenfalls von Riemerschmid angelegt. Das Wirtschaftsgebäude, ein eingeschossiger Schopfwalmdachbau, entstand 1913/14.